# 杨妃 (明朝)
杨妃（?—?），明太祖朱元璋之妃嬪，被封為妃，封號不詳。

## 生平
洪武十一年五月初一日（1378年5月27日），杨妃生宁献王朱权。洪武二十七年（1394年）三月廿三日，朱权就藩大宁都司大宁卫（今宁夏回族自治区银川市）。永乐元年（1403年）三月初二朱权移藩江西南昌府。杨妃卒年不详，而她的兒子朱权則在明英宗正统十三年（1448年）九月十五日去世。

## 影视形象
- 1993年《朱元璋》吴赤 饰 杨妃